# 작은대꼬리박쥐
작은대꼬리박쥐 또는 작은칼집꼬리박쥐(Emballonura monticola)는 대꼬리박쥐과에 속하는 박쥐의 일종이다. 말레이반도(미얀마와 태국 포함)와 보르네오섬(인도네시아와 말레이시아) 그리고 다수의 인도네시아 군도(술라웨시섬과 자와섬, 수마트라섬 등)에서 발견된다. 현지에서 서식지 감소로 멸종 위협을 받고 있다.